# Lampadophores

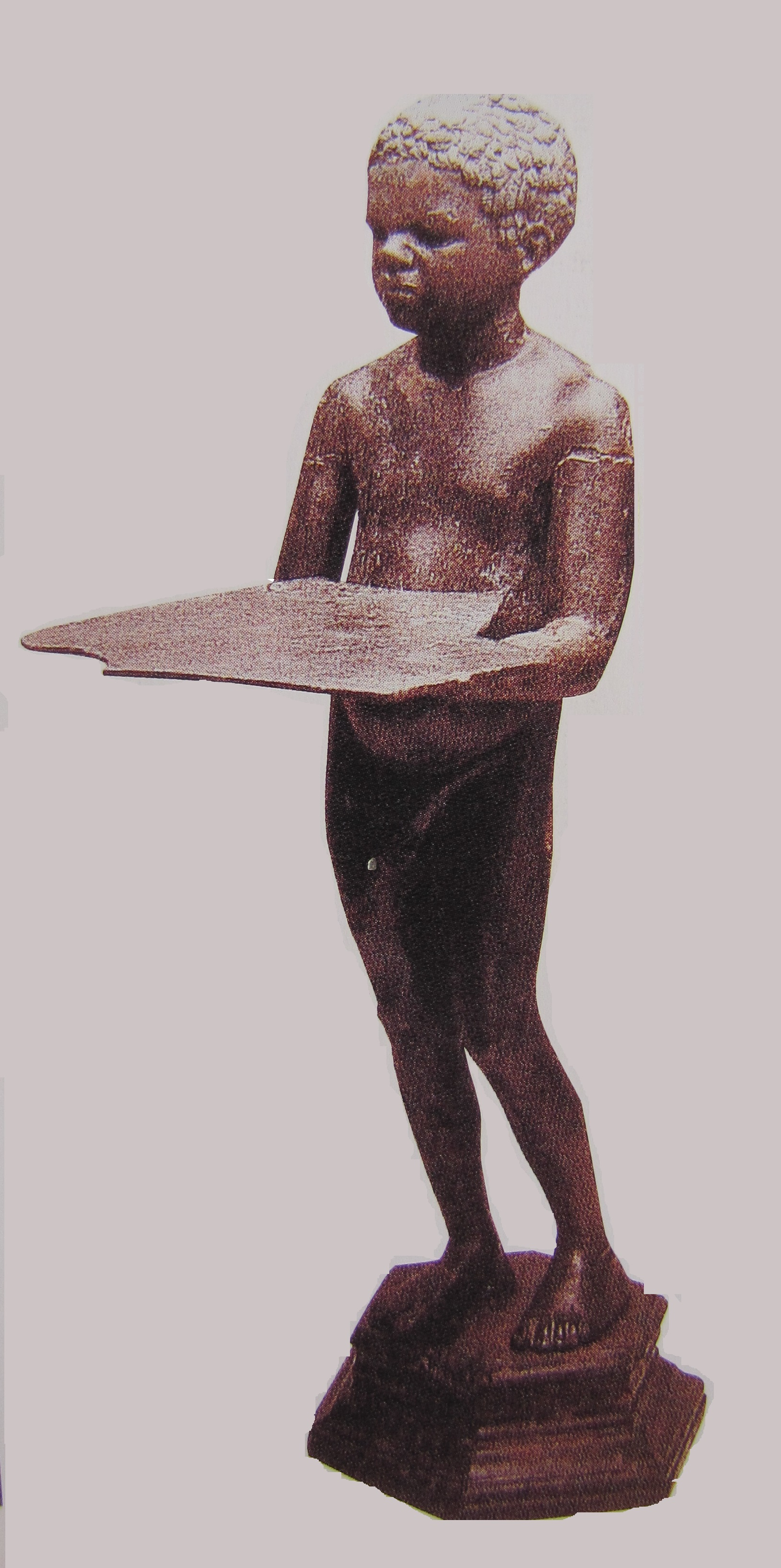
Lampadophores van Hispania

Lampadophores (Grieks: λαμπαδοϕόρος) zijn beeldjes die worden gebruikt om lampen te ondersteunen. Vroeger in de Griekse en Romeinse tijd werden lampdragers gebruikt bij optochten en in huiselijke kring voor de rijkeren. 

## Lampadophores van Hispania
Een bekend voorbeeld is de lampadophores van Hispania. Dit is een beeldje uit de eerste eeuw na Christus. Het werd gevonden in de provincie Hispania. De lampadophores van Hispania bevindt zich nu in het nationaal museum van archeologie in Tarragona. 
Het beeldje is ongeveer 80 centimeter hoog. Het stelt een Afrikaanse jongen voor. De jongen houdt zijn twee handen voor zich en daarop ligt een dienblad. Op het dienblad stond een ‘lucerna’. Een lucerna is een kleine lamp die met olie gevuld werd. Er stond ook nog een lampenpit om de lamp aan te steken en een bronzen pincet om de lont te verplaatsen op het dienblad.